# Clarion (Pennsilvània)
Clarion és una població dels Estats Units a l'estat de Pennsilvània. Segons el cens del 2000 tenia 6.185 habitants.

## Demografia
Segons el cens del 2000, Clarion tenia 6.185 habitants, 2.000 habitatges, i 718 famílies. La densitat de població era de 1.602,7 habitants per quilòmetre quadrat.
Dels 2.000 habitatges en un 15% hi vivien nens de menys de 18 anys, en un 25,3% hi vivien parelles casades, en un 8,6% dones solteres, i en un 64,1% no eren unitats familiars. En el 38,6% dels habitatges hi vivien persones soles l'11,7% de les quals corresponia a persones de 65 anys o més que vivien soles. El nombre mitjà de persones vivint en cada habitatge era de 2,17 i el nombre mitjà de persones que vivien en cada família era de 2,75.
Per edats la població es repartia de la següent manera: un 8,8% tenia menys de 18 anys, un 56,4% entre 18 i 24, un 13,1% entre 25 i 44, un 11,4% de 45 a 60 i un 10,2% 65 anys o més.
L'edat mediana era de 22 anys. Per cada 100 dones de 18 o més anys hi havia 71,2 homes.
La renda mediana per habitatge era de 19.902 $ i la renda mediana per família de 40.208 $. Els homes tenien una renda mediana de 31.204 $ mentre que les dones 20.214 $. La renda per capita de la població era de 10.832 $. Entorn del 18,8% de les famílies i el 41,2% de la població estaven per davall del llindar de pobresa.

## Poblacions més properes
El següent diagrama mostra les poblacions més properes.